# Търсете идола
Търсете идола (на френски: Cherchez l’idole; на италиански: Sciarada alla francese) е френско-италиански филм комедия и мюзикъл от 1963 година с участието на Силви Вартан, Шарл Азнавур и Джони Холидей. 
Сюжетът е прост: един мъж открадва скъпо бижу и в бързината го скрива в една китара. След това той се разкайва за извършеното и иска да върне бижуто, но не може да намери кой е притежателят на китарата. При следенето на актьорите и певците възникват редица комични ситуации и филмът е с щастлив край.
Част от песните, изпълнявани във филма, са:
- Et pourtant, Шарл Азнавур
- Je n’y peux rien, Софи
- La plus belle pour aller danser, текст: Шарл Азнавур, музика: Жорж Гарваренс, изпълнена от Силви Вартан, която става популярна в България като „Тази вечер аз съм хубава“, българска кавър версия на Богдана Карадочева
- Bonne chance, Джони Холидей